# Cecilia Stegö Chilò
Marie Cecilia Stegö Chilò (* 25. März 1959 in Linköping; † 15. Februar 2025) war eine schwedische Journalistin und Politikerin. Sie gehörte der Moderata samlingspartiet an und war nach dem Amtsantritt der Regierung Reinfeldt vom 6. bis zum 16. Oktober 2006 schwedische Kulturministerin. Sie war verheiratet und hatte zwei Söhne.
Von 1978 bis 1984 studierte Cecilia Stegö Chilò Staatswissenschaft, Volkswirtschaftslehre, Rechtswissenschaften und Sprachen. 1982 wurde sie Generalsekretärin der European Democrat Students. Im gleichen Jahr begann sie als Journalistin für eine Zeitung in Norrköping zu arbeiten. 1984 wechselte sie ihren Arbeitsplatz zum Provinziallandtag von Stockholms län, bevor sie ein Jahr später die Pressesprecherin der Reichstagsfraktion ihrer Partei wurde. 1987 wurde sie Redenschreiberin für die Parteiführung und seit 1989 arbeitete sie als Leitartikelschreiberin und Auslandskorrespondentin für Svenska Dagbladet (unter anderem in Deutschland). 1995 verließ sie ihre Partei aus Protest gegen den Parteiausschluss des EU-Kritikers Björn von der Esch. 2001 wurde sie Kommentatorin für die Innenpolitik beim schwedischen Radio. Seit 2005 war sie Vorsitzende der Stiftung Fritt Näringsliv (Freie Wirtschaft) und der Denkfabrik Timbro, bevor sie nach der Reichstagswahl 2006 zur Kulturministerin ernannt wurde.

## Kritik
Kurz nach ihrer Ernennung zur Kulturministerin wurde Cecilia Stegö Chilò stark kritisiert. Zum einen wurde bekannt, dass sie Haushaltshilfen schwarz angestellt hatte, zum anderen kam heraus, dass sie seit 1990 regelwidrig keine Gebühren für das schwedische Fernsehen bezahlt hatte, die Verantwortung für ebendieses Fernsehen aber in den Zuständigkeitsbereich ihres Ministeriums fällt. Nach umfangreicher Kritik in den Medien an ihrem Verhalten und einer Anzeige durch den Radiotjänst, die schwedische Entsprechung der GEZ bzw. ORF-Beitrags Service, wünschte sie am 16. Oktober 2006 von ihrem Posten als Kulturministerin zurücktreten zu können. Premierminister Fredrik Reinfeldt entsprach ihrem Wunsch. Ihre Aufgaben übernahm kommissarisch Bildungsminister Lars Leijonborg.